# Núcleo Universitario Táchira ULA
La Universidad de Los Andes-Táchira se inició en el año de 1966, como una Escuela de Educación dependiente de la Facultad de Humanidades y Educación de la Universidad de Los Andes-Mérida, siguiendo un régimen de anualidades, formando Licenciados en Educación en las menciones de Evaluación Educativa y Orientación Educativa, manteniéndose ésta como única carrera durante 17 años.
En el año 1975, bajo la rectoría del Dr. Ramón Vicente Casanova, se decretó su transformación en Núcleo, adaptándose el Plan de Estudios al régimen semestral, ofreciendo en la Carrera de Educación las menciones de Castellano y Literatura, Inglés, Geografía y Ciencias de la Tierra, Matemática y Mercadeo, siendo esta última excluida del pénsum a partir del semestre B-1980.
En el año 1982, es creado el Centro de Estudios de Fronteras e Integración (CEFI). En el año 1983, nace la carrera de Licenciatura en Comunicación Social bajo el régimen de anualidad con la menciones Desarrollo Económico, Desarrollo Científico y Desarrollo Humanístico. La primera promoción egresa en 1989.
En 1991 inicia la Maestría en Literatura latinoamericana y del Caribe. En 1992, abre sus puertas a la Carrera de Educación Básica Integral bajo la modalidad de semestre y en 1994 se comienza la Maestría en Enseñanza de la Geografía.
Tres años más tarde, se aprueba extender desde la Facultad de Medicina en Mérida hacia el Núcleo Universitario del Táchira la Carrera de Medicina, bajo el régimen de anualidad, con lo cual se logra en 1995 instaurar en el Táchira la carrera de Medicina en su totalidad, dependiendo de la Facultad de Medicina en Mérida. Hay que destacar que en el Táchira funcionaba el último bienio de esta carrera, que se desarrollaba en el Hospital Central de San Cristóbal.
A partir de 1996, entra en vigencia la reforma curricular de la Carrera de Educación para las menciones de Inglés, Castellano, Geografía y Ciencias de la Tierra y Matemática, la cual responde a las necesidades políticas, sociales, magisteriales y culturales del momento. Ésta provoca cambios sustanciales como: la reestructuración del saber pedagógico y el aporte de otras ciencias al proceso formativo sobre la base de ejes, áreas y asignaturas; los cambios de régimen semestral a anual, entre otros. Desde entonces se genera una cultura para el debate y la participación curricular.
En este mismo año, se da otro paso importante en lo que pudiera denominarse la diversificación de la ULA-Táchira al iniciar la carrera de Administración; igualmente mace la Especialización en Promoción de la Lectura y Escritura.
En el año 1997, en búsqueda de su propia autonomía y por ende de su propia identidad, se eleva al Consejo Universitario, la solicitud del pase a Universidad de Los Andes en el Estado Táchira, aún y cuando lo impartido responde a un modelo similar, es así como en el año 1998 el Consejo Universitario acuerda que la otrora Universidad de Los Andes Núcleo Táchira, recibiera el nombre de Universidad de Los Andes en el Estado Táchira.
En el mes de septiembre de 2004, el Decano Vicerrector, Héctor Augusto Maldonado propone al Consejo de Núcleo denominar al Núcleo Universitario del Táchira “Dr. Pedro Rincón Gutiérrez”, propuesta que fue aprobada y emitida al Consejo Universitario. Los integrantes del Consejo Universitario de la Universidad de Los Andes aprueban en sesión ordinaria, realizada el 20 de septiembre de 2004, otorgarle al Núcleo Universitario del Táchira, el nombre de “Dr. Pedro Rincón Gutiérrez” con el cual se hace homenaje al rector de rectores.
En el año 2005, en la gestión del Vicerrector- Decano profesor Alfonso Sánchez, se inicia la Maestría en Evaluación Educativa y en el año 2006 promueve las Carreras de Física y Matemática, Biología y Química y Contaduría Pública. En ese mismo año se comienza el Programa de Profesionalización Docente (PPD), cuyo objetivo fundamental está orientado a la actualización de aquellos profesionales que laboran en el sector educativo. Igualmente, se abre el camino para estudios de postgrado en Ciencias de la Comunicación, Gerencia Empresarial, Fronteras e Integración y Derecho Mercantil. 
En el año 2009, es aprobado por el Consejo Universitario los proyectos de reestructuración de la carrera de Educación dictada en sus distintas menciones en la ULA-Táchira. Esto fue el resultado como producto de un minucioso trabajo de reforma para las carreras de Educación, todo ello, gracias al esfuerzo de diversos profesionales en el área y asesores nacionales como internacionales.
De esta manera con dichos cambios curriculares se erige la idea y el compromiso hacia la modernización, lo cual surge a partir de la necesidad de estructurar un diseño curricular para la formación de un nuevo profesional, tomando en cuenta las tendencias internacionales y nacionales de formación por competencias, de esta manera, se dio inicio a una nueva etapa en la formación de los educadores, quedando aprobadas siguientes menciones para la carrera de Educación: Geografía e Historia, Física y Matemática, Biología y Química, Idiomas Extranjeros (Inglés y Francés), Básica Integral, y Español y Literatura.
En el año 2010, se inicia a nivel de especialización el programa de postgrado de Periodismo en Medios Digitales. En el mes de mayo del año 2011, se pone en marcha el Doctorado en Pedagogía. La implementación de este Doctorado en Pedagogía representa un medio y una oportunidad para que desde la ULA-Táchira se contribuya a alcanzar metas importantes y el mejoramiento del nivel de vida de la población. Para el mismo año fue aprobado por el Consejo Nacional de Universidades la Especialización en Derecho Tributario.
Cada 30 de noviembre en Núcleo Táchira celebra su aniversario de inauguración. Es una institución educativa al servicio del país cimentada en principios de excelencia y libertad. Son muchas las páginas que se han escrito en la historia de esta institución, la cual ha brindado un abanico de frutos al desarrollo local, regional y nacional.
Además de los hechos cronológicos señalados, es menester indicar que previo a la actual sede en la cual hoy estamos ubicados, la ULA-Táchira estuvo funcionando en otros espacios; por ejemplo la sede de la Escuela Normal “J. A, Ramón Valecillos”, la Quinta Altamira (ubicada en las cercanías de la conocida Redoma del Educador), un espacio en el “Edificio Cárdenas” (Frente al Parque Sucre), aulas en el Instituto Universitario del Táchira (IUT), oficinas en la sede del Diario Católico, bajo alquiler en la Quinta “El Sol” en la urbanización Mérida (espacio en el cual funcionaba el Centro de Estudios de Frontera e Integración);todo ello antes de ocupar la sede de La Concordia, y finalmente la sede de Paramillo, la cual ha tenido diversas etapas de expansión, que hoy por hoy, continúa para adaptarse a las necesidades del entorno.

## Autoridades
- Administrativas:
  - Vicerrector Decano: Pedro Alfonso Sánchez Nieto.
  - Coordinador de Docencia: Omar Alfonso Pérez Díaz.
  - Coordinador de Secretaría: Doris Pernia Barragán.
  - Coordinador de Estudios de Postgrado: Doray Contreras.
  - Oficina de Registros Estudiantiles: Milvia Peñaloza.

- Departamentos:
  - Comunicación Social: Herly Alejandra Quiñonez Gómez.
  - Pegagogía: Carolina Castillos Gallardo.
  - Ciencias Sociales: Zulfibeth González.
  - Contaduría y Administración: Pedro Pablo Escalante.
  - Castellano y Literatura: Alexandra Alba
  - Biología y Química:
  - Física y Matemáticas:
  - Informática:
  - Idiomas Extranjeros:
  - Básica Integral

## Cronología de Vicerrectores - Decanos
En todas las páginas de las historia escrita en la ULA-Táchira diversos son los líderes que han estado al frente a fin de desarrollar su respectiva gestión universitaria; cada una de ellas ha permitido el crecimiento de la institución. Todos de una u otra manera han luchado en algún momento por mantener y proteger el principio de una universidad, su Autonomía.
Los profesores que han sido Vicerrectores - Decanos de la ULA - Táchira son: 
- José Alberto Alcalde (1972-1975)
- Horacio López Guédez (1975-1978)
- Pausolino Martínez (1978-1981)
- Raúl Segnini Laya (1981-1984)
- José Humberto Maldonado (1984-1987)
- Rubén Duque (1987-1990)
- Jesús María Pacheco Miranda (1990-1993)
- Román Antonio Hernández Dávila (1993-1996)
- Román Antonio Hernández Dávila (1996-1999)
- Ramón González Escorihuela (1999-2002)
- Héctor Augusto Maldonado Delgado (2002-2005)
- Pedro Alfonso Sánchez Nieto (2005-Actualidad).

## Estudios de Pregrado
El núcleo cuenta principalmente con las carreras de:
- La Facultad de Humanidades entre ellas: 
  - La Escuela de Educación en las menciones de:
    - Básica Integral.
    - Idiomas Extranjeros.
    - Biología y Química.
    - Historía y Geografía.
    - Física y Matemáticas.
    - Castellano y Literatura.
    - Comunicación Social (Menciones Desarrollo: Económico, Científico y Humanístico).

- De la Falcutad de Ciencias Económicas y Sociales
  - Contaduría Pública.
  - Administración de Empresas.

## Estudios de Postgrado
- Especialiciones:
  - Periodismo en Medios Digitales
  - Promoción de la Lectura y la Escritura

- Maestrías:
  - Evaluación Educativa
  - Educación, mención: Enseñanza de la Geografía
  - Evaluación Educativa
  - Fronteras e Integración
  - Literatura Latinoamericana y del Caribe

- Doctorado:
  - Pedagogía

## Extensión y Cultura
claves en la proyección
En la universidad se tiene clara la premisa que somos una institución que debe acercarse a las comunidades locales y regionales con el compromiso de la expansión e intercambio de saberes. En la actualidad la ULA Táchira tiene un amplio equipo de trabajo cuyos integrantes llevan adelante distintos programas en pro del acercamiento real con las comunidades.
Entre ellos el Programa la ULA toma la calle, la ULA va a la Escuela, y la ULA con los niños; programas que se han mantenido gracias a la participación de los diferentes grupo extensionistas como son: Grupo Scout Bronwsea 2, Voluntariado Docente Penitenciario, Jardín Botánico, Pastoral Universitaria y las diferentes asociaciones que sirven de marco en la proyección de la institución.
En cuanto al escenario cultural, la experiencia sumada durante los años previos le ha otorgado un importante sitial a la universidad.
De manera concreta se cuentan los grupos culturales: Danzas de la ULA, Estudiantina Universitaria, Coro Universitario, Grupo de Teatro, Grupo de Títeres, Grupo de Zancos, Grupo Musical ULA-Gaita y Grupo de Música Llanera.

## Expansión de la universidad
Aunque en los inicios se contaba sólo con una carrera, la de Educación, con las especialidades en Evaluación y Orientación Educativa, en la actualidad el abanico se ha extendido a las opciones mencionadas en anteriores apartados.
A la par de esta expansión de la oferta académica, se dio un crecimiento considerable de la población estudiantil y de todo el personal que integra a esta comunidad universitaria. En el año 2012, la familia universitaria de la ULA-Táchira contaba con 4248 alumnos de pregrado, 243 estudiantes del Programa de Profesionalización y 540 estudiantes de Postgrado. En el caso de los Docentes, hay 132 Ordinarios, 66 Contratados (13 Contratados Indeterminados) 96 Jubilados (4 activos) para un total de 307 Profesores. De igual manera, se cuenta con 121 integrantes del Personal Administrativo y Técnico; y 51 personas de personal Obrero. (Reseña actualizada para el mes de enero de 2012)

## Fuente
- Núcleo Universitario Pedro Rincón Gutiérrez. (2017). Disponible en: https://web.archive.org/web/20171201080739/http://davinci22.tach.ula.ve/index.php/resena-historica/

- Datos: Q48789804